# Philenoptera violacea
Philenoptera violacea là một loài thực vật có hoa trong họ Đậu. Loài này được (Klotzsch) Schrire mô tả khoa học đầu tiên năm 2000.

## Hình ảnh

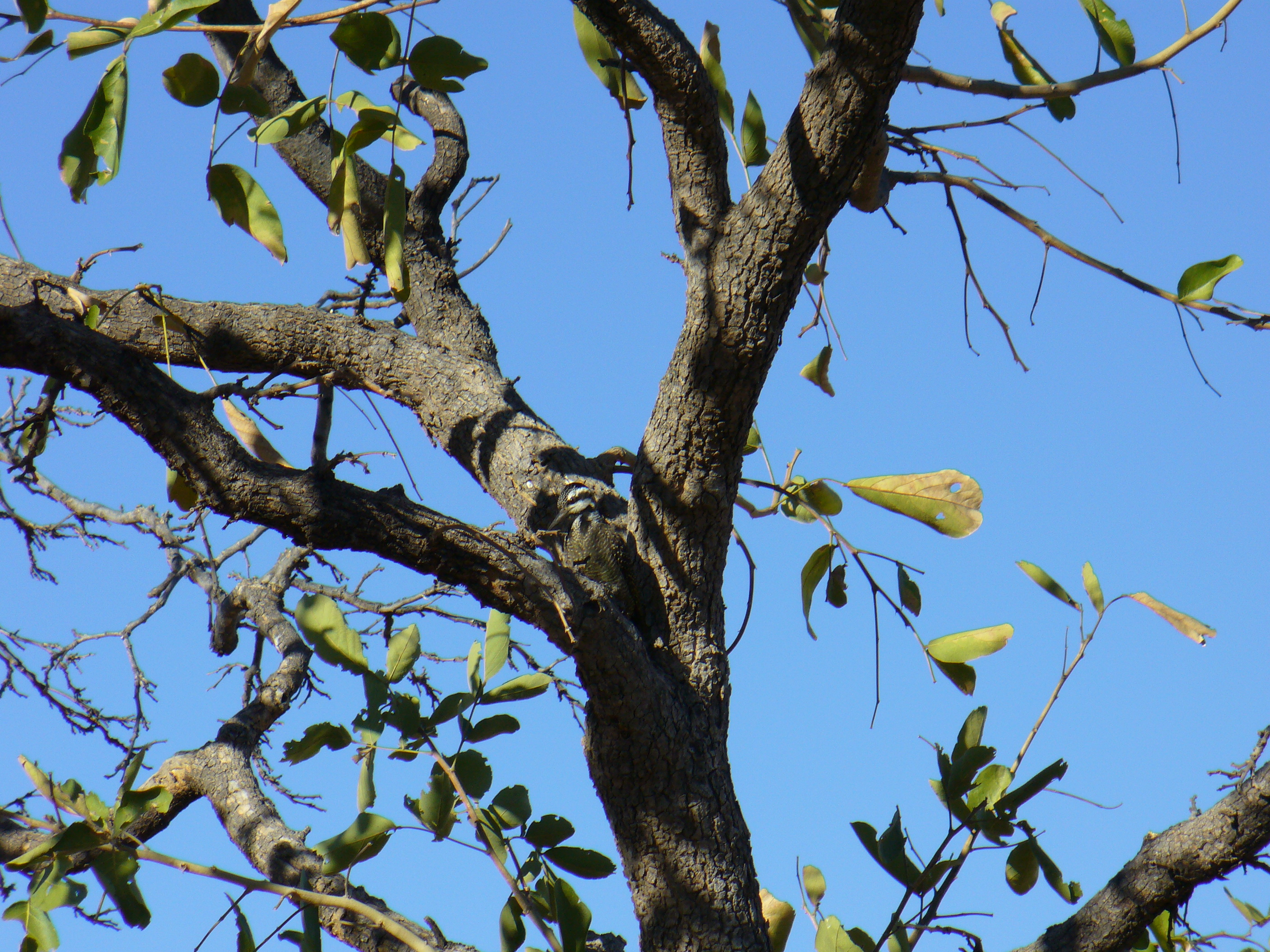
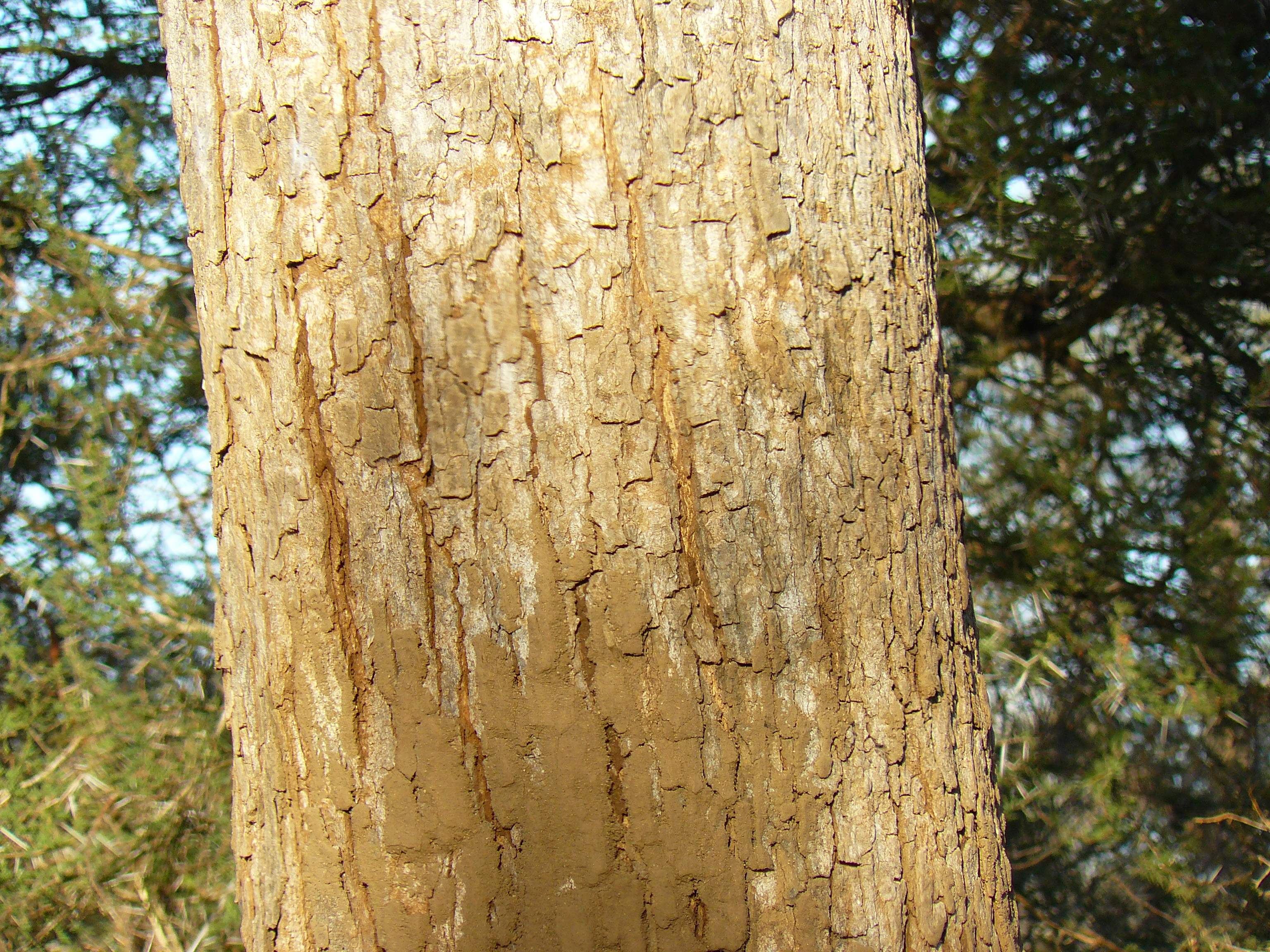
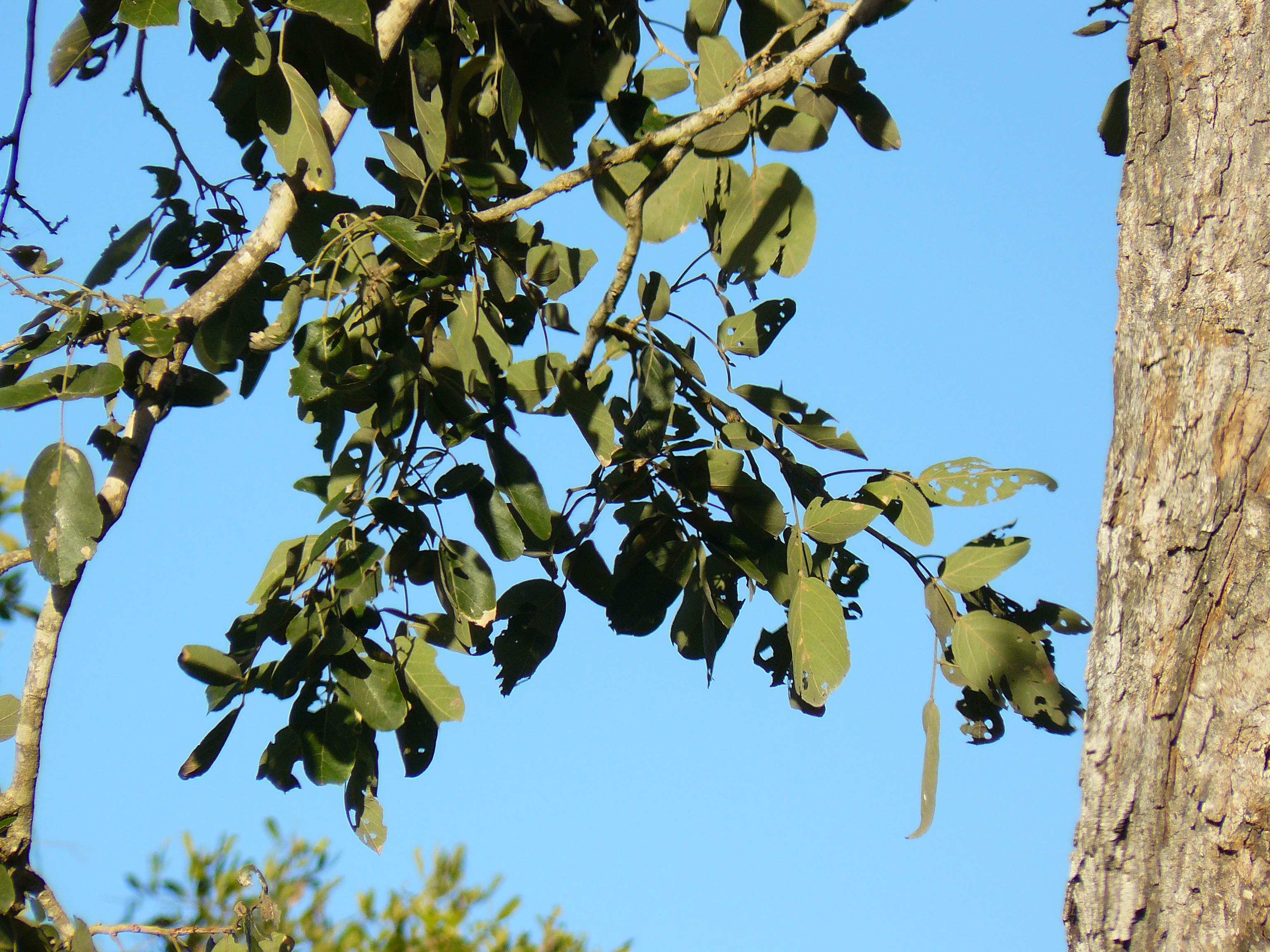